# Comitato (collegio)
Un comitato (dall'inglese committee, attraverso il francese comité, riconducibile al participio passato del verbo latino committĕre, 'affidare') è l'attributo dato a uffici e organi collegiali con funzioni per lo più deliberative o esecutive.
Spesso gli organi e uffici così denominati sono permanenti e hanno competenza generale, mentre la denominazione di commissione tende a essere attribuita a collegi temporanei o costituiti per trattare questioni specifiche. Inoltre, i comitati sono solitamente di dimensioni ristrette, mentre le denominazioni di consiglio e, soprattutto, assemblea tendono a essere attribuite a collegi più ampi.
È sovente denominato comitato esecutivo il collegio costituito da una parte dei membri di un collegio più ampio, con il compito di curare l'esecuzione delle sue deliberazioni ed esercitare i poteri da esso delegati. Se, invece, il collegio ristretto esercita tutti i poteri del collegio più ampio tra una seduta e l'altra del medesimo, è solitamente denominato comitato permanente.

## Unione europea
Nell'Unione europea i comitati sono organi collegiali, composti di rappresentanti degli stati membri e presieduti da membri della Commissione, incaricati dal Consiglio di formulare pareri alla Commissione per l'emanazione di norme di attuazione degli atti normativi (principalmente regolamenti e direttive) ad essa demandate ai sensi dell'art. 202 del Trattato istitutivo della Comunità europea (come modificato dall'Atto unico europeo).
In base alla decisione del Consiglio n. 468/CE del 28 giugno 1999, i comitati si distinguono in consultivi, di gestione e di regolamentazione, secondo che il loro parere sia non vincolante, parzialmente vincolante (dovendo la Commissione comunicare al Consiglio il provvedimento adottato in difformità) o vincolante (non potendo la Commissione discostarsene). È il Consiglio a decidere, di volta in volta, la natura del comitato, nel momento in cui delega alla Commissione la normativa di attuazione.
La modalità decisionale basata su questi organi, che ha prodotto una loro proliferazione nell'ambito dell'Unione, è nota come comitologia.